# ANZAC Glacier
ANZAC Glacier är en glaciär i Antarktis. Den ligger i Östantarktis. Australien gör anspråk på området. ANZAC Glacier ligger 54 meter över havet. ANZAC är en förkortning av Australian and New Zealand Army Corps.
Terrängen runt ANZAC Glacier är platt åt nordost, men åt sydväst är den kuperad. Trakten är obefolkad.